# Koninklijke Nederlandse Voetbal Bond
Der Königliche Niederländische Fußballbund (Niederländisch: Koninklijke Nederlandse Voetbal Bond (KNVB) [ˈkoː.nɪŋk.ˌlə.kə ˈneː.jər.ˌlɑnt.sə ˈvut.bɑl.ˌbɔnt]; bis 1929 Nederlandsche Voetbalbond [ˈneː.jər.ˌlɑnt.sə ˈvut.bɑl.ˌbɔnt]) ist der niederländische Fußballverband. Er hat seinen Sitz in Zeist.

## Organisation
Der KNVB organisiert die niederländischen Fußballnationalmannschaften der Männer und Frauen sowie im Jugendbereich, Behindertenfußball und Futsal, darüber hinaus die Profiligen Eredivisie und Eerste Divisie, den Pokalwettbewerb um den KNVB-Beker, die höchsten Ligen im Amateurbereich (Hoofdklassen), im Futsal und der Frauen. Die unteren Klassen werden von sechs Regionalverbänden organisiert.

## Geschichte
Der niederländische Fußballverband wurde 1889 als Nederlandsche Voetbal- en Athletische Bond (NVAB) gegründet, doch schon 1895 verließen die Athleten den Verband. Der Nederlandsche Voetbalbond (NVB) organisierte den Fußball zunächst vor allem von Vereinen im Westen der Niederlande. Als 1904 die FIFA ins Leben gerufen wurde, war der NVB eins der Gründungsmitglieder. Neben dem NVB existierten ab 1916 der römisch-katholische Fußballverband Rooms-Katholieke Federatie (RKF) und später der Christliche Fußballbund Christelijke Nederlandse Voetbalbond (CNVB). Daneben gab es auch Verbände verschiedener sozialer Schichten, so den Arbeitersportbund Nederlandsche Arbeiders-Sportbond (NASB) und die Nederlandse Voetbalfederatie der Angestellten. Die FIFA erkannte durchgehend den NVB als führenden Verband an. 1929 verlieh Königin Wilhelmina dem NVB den Ehrentitel Koninklijk; der Verband hatte zu dieser Zeit bereits 36542 Mitglieder in 379 Vereinen. Im Juli 1940 wurden unter deutscher Besatzung alle Verbände zu einem neuen Nederlandse Voetbal Bond fusioniert. Das Bündnis wurde nach dem Zweiten Weltkrieg erneuert und damit besiegelt, dass der KNVB als einziger Verband für den niederländischen Fußball verantwortlich war.
Bis 1954 hielt der Verband unter seinem mächtigen Vorsitzenden Karel Lotsy an einem reinen Amateursport fest. Erst nach dem als Watersnoodwedstrijd bekannt gewordenen Spiel niederländischer Auslandsprofis gegen die französische Nationalmannschaft – das die zusammengewürfelte niederländische Mannschaft gewann, während die KNVB-Nationalmannschaft die meisten ihrer letzten Spiele verloren hatte – kam Bewegung in Richtung Profifußball auch in den Niederlanden auf. Im Januar 1954 wurde der Nederlandse Beroepsvoetbal Bond NBVB gegründet, der eine eigene Profiliga organisierte. Der KNVB reagierte darauf, dass die Zuschauer den neuen Profivereinen zuliefen, damit, dass er noch im Herbst des Jahres den Profisport akzeptierte und mit dem NBVB fusionierte; eine Berufsfußball-Liga wurde gegründet, die zwei Jahre später in die Eredivisie überging.

## Liste der Verbandsvorsitzenden
- Pim Mulier (1889–1892)

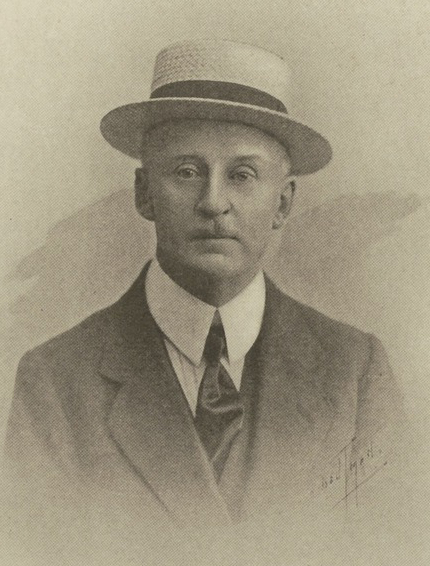
Pim Mulier (Porträt von 1919)

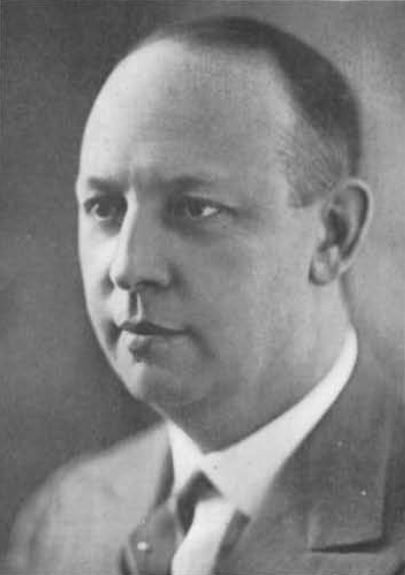
Karel Lotsy

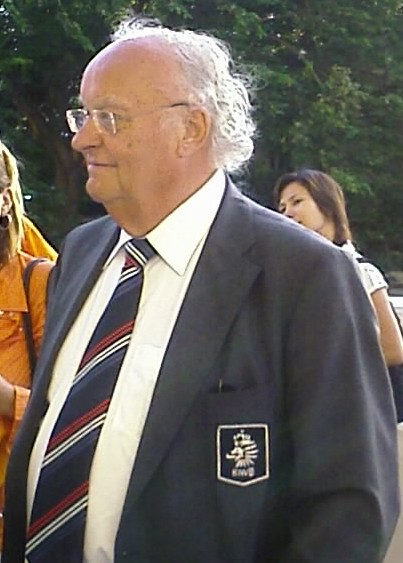
„Jeu“ Sprengers (Juni 2007)

- Pieter Droogleever Fortuyn (1892–1893)
- F. H. van Leeuwen (1894–1897)
- Pim Mulier (1897)
- Jasper Warner (1897–1919)
- Jan Willem Kips (1919–1930)
- Dirk van Prooye (1930–1942)
- Karel Lotsy (1942–1953)
- Hans Hopster (1953–1957)
- Toon Schröder (1957–1966)
- Wim Meuleman (1966–1980)
- Jo van Marle (1980–1993)
- Mathieu Sprengers (1993–2008)
- Michael van Praag (2008–2019)
- Just Spee (2019–)

## UEFA-Fünfjahreswertung
Platzierung in der UEFA-Fünfjahreswertung:
(in Klammern die Vorjahresplatzierung). Die Kürzel CL, EL und CO hinter den Länderkoeffizienten geben die Anzahl der Vertreter in der Saison 2025/26 der Champions League, der Europa League sowie der Conference League an.
- 04.  (03)  Deutschland (Liga, Pokal) – Koeffizient: 86.624 – CL: 4, EL: 2, CO: 1
- 05.  (05)  Frankreich (Liga, Pokal, Ligapokal) – Koeffizient: 66.831 – CL: 4, EL: 2, CO: 1
- 06.  (06)  Niederlande (Liga, Pokal) – Koeffizient: 61.300 – CL: 3, EL: 2, CO: 1
- 07.  (07)  Portugal (Liga, Pokal) – Koeffizient: 56.316 – CL: 2, EL: 2, CO: 1
- 08.  (08)  Belgien (Liga, Pokal) – Koeffizient: 48.800 – CL: 2, EL: 2, CO: 1

Stand: Ende der Europapokalsaison 2023/24